# Astragalus limnocharis

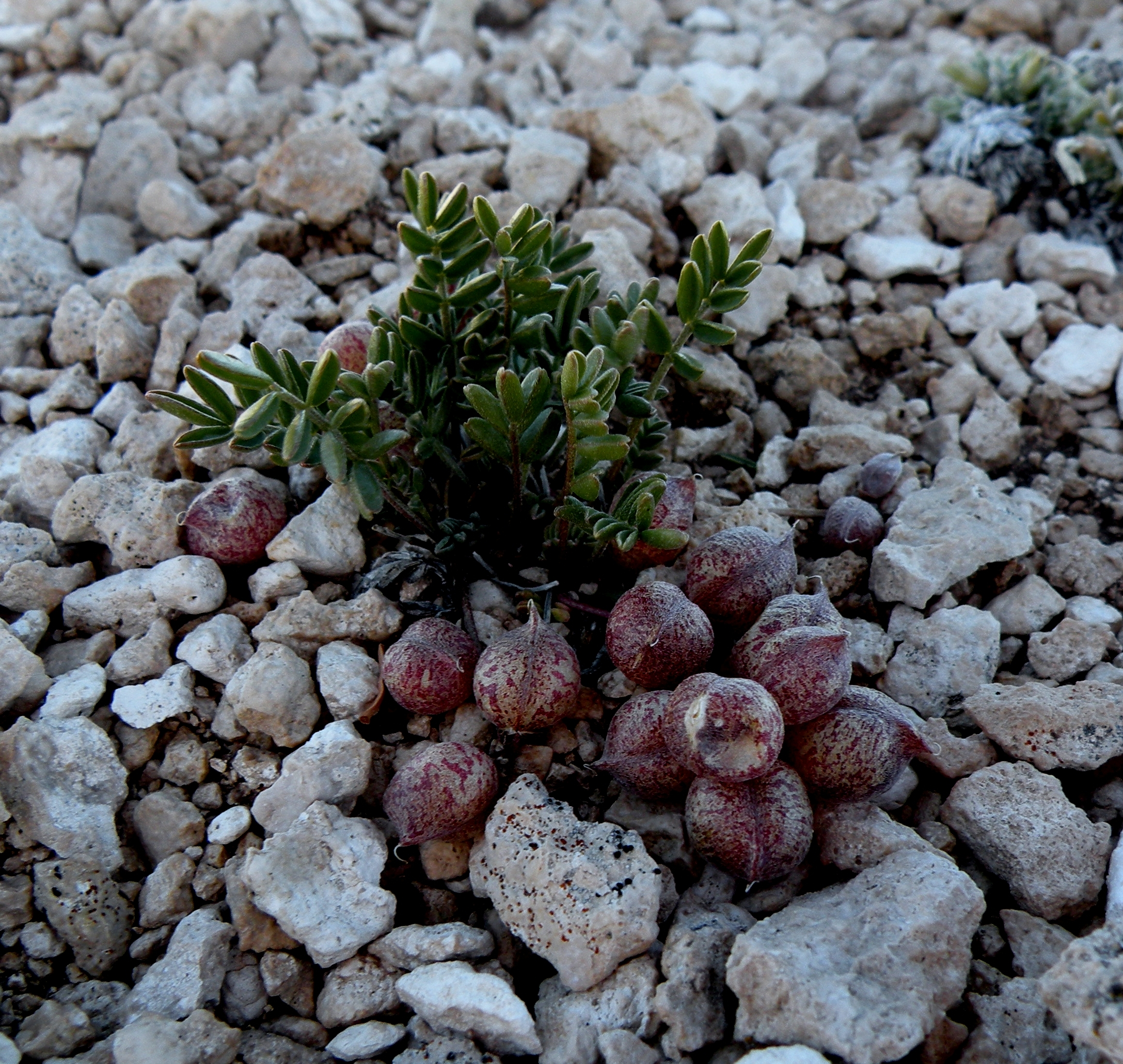
Besläktad växt montii

Astragalus limnocharis är en ärtväxtart som beskrevs av Rupert Charles Barneby. Astragalus limnocharis ingår i släktet vedlar, och familjen ärtväxter.

## Underarter
Arten delas in i följande underarter:
- A. l. limnocharis
- A. l. montii
- A. l. tabulaeus